# Louise Aston

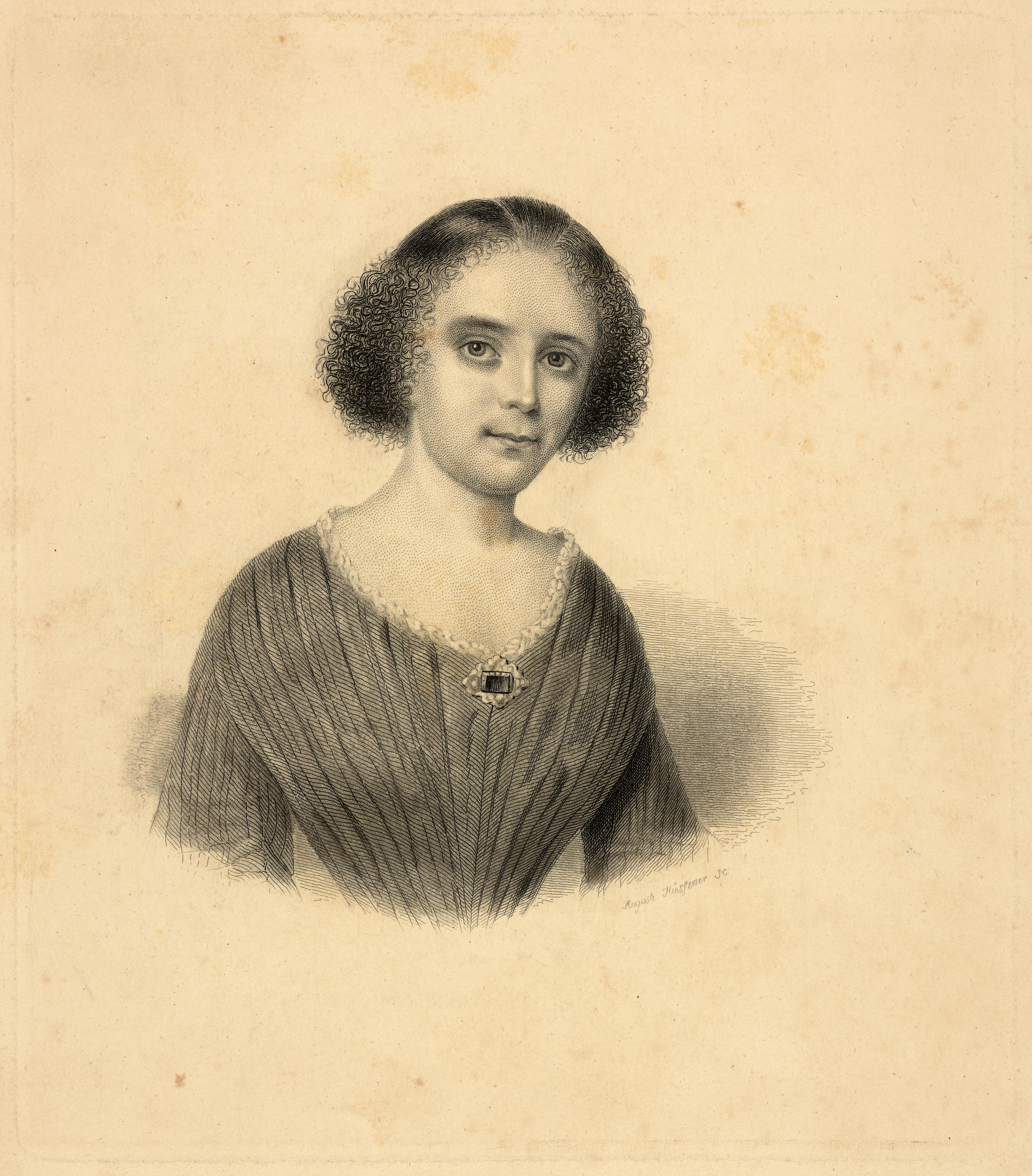
Louise Aston, grabado de Auguste Hüssener (1851)

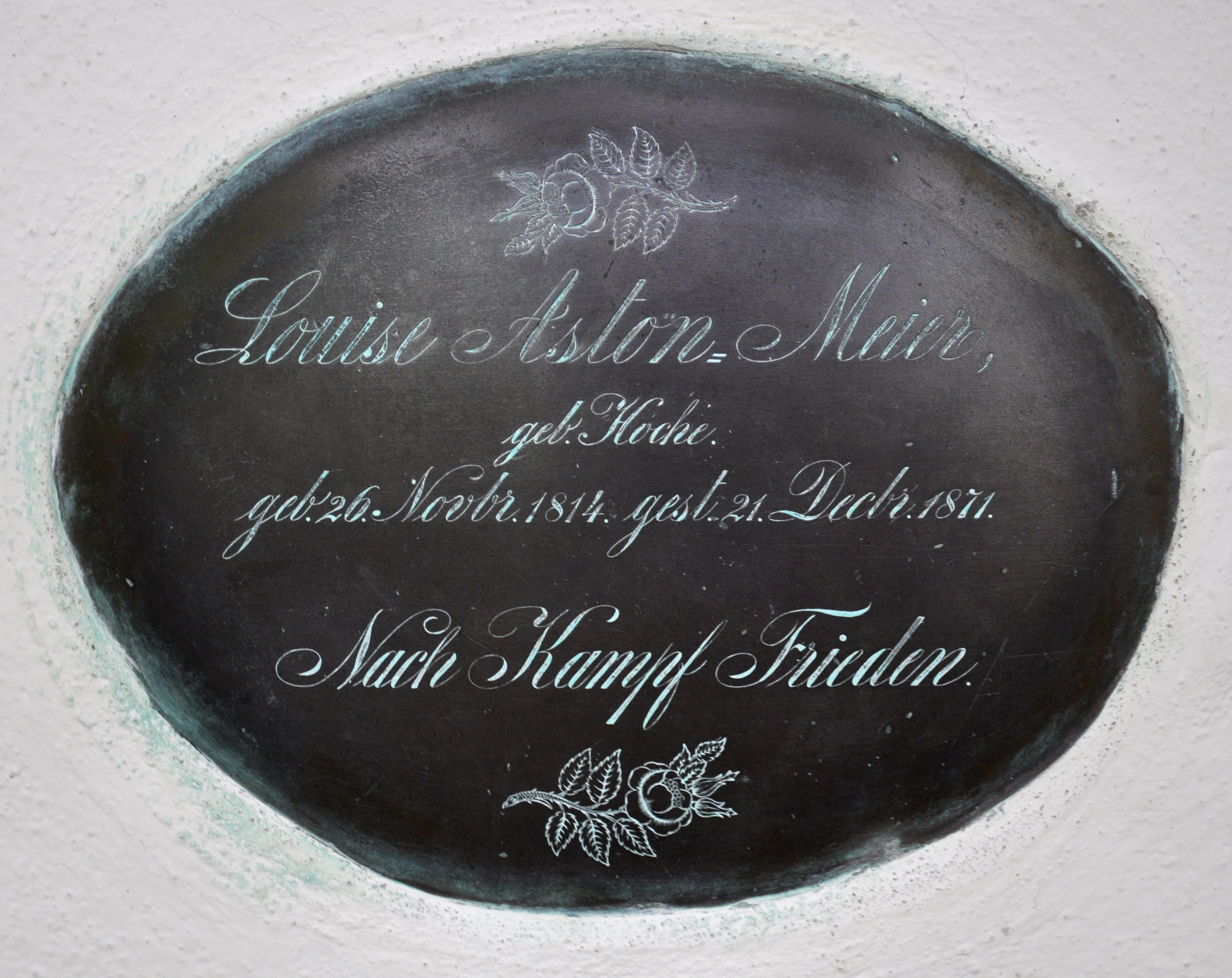
Tumba en el antiguo cementerio de Wangen en Allgäu

Louise Franziska Aston, casada Meier, divorciada Aston, de soltera Hoche (Gröningen, 26 de noviembre de 1814-Wangen im Allgäu, 21 de diciembre de 1871), fue una escritora alemana, pionera de la revolución democrática y del movimiento feminista.

## Vida
Louise Aston era la hija menor del teólogo protestante y consejero consistorial Johann Gottfried Hoche y de su esposa Louise Charlotte, de soltera Berning. Una hermana mayor era Eulalia Merx. A los 17 años se le obligó a casar en matrimonio de conveniencia con Samuel Aston, und fabricante inglés de Magdeburgo, 23 años mayor que ella. Este adoptó al casarsea cuatro hijos ilegítimos que había tenido con tres mujeres. El matrimonio tuvo tres hijas. La mayor, Jenny Louise, nació en 1836 y murió en 1841. Solo cuatro semanas antes nació la segunda hija, que también se llamó Jenny Louise y en 1842 Helene Martha Clara, que murió en 1844. Louise Aston describió la historia de esta conexión en su novela "De la vida de una mujer" (1846).
Louise Aston llevó una vida extravagante y provocó repetidos escándalos en Magdeburgo y Gotinga, donde permaneció temporalmente. En 1839 el matrimonio se divorció a instancias de Samuel Aston pero la pareja se reconcilió y se volvió a casar en 1842. En 1844 se separaron definitivamente. Tras su segunda separación, Louise Aston vivió con su segunda hija, Jenny Louise, en casa de su hermana en Züllichau y regresó a Prusia. Se instaló en Berlín, donde vivió un tiempo con Rudolf Gottschall, quien le dedicó sus poemas "Madonna" y "Magdalena", que propagaban el amor libre.
Dado que Aston se esforzaba por una carrera literaria-intelectual, buscó el acceso a los círculos apropiados. Se unió a un grupo de jóvenes hegelianos (Otto von Corvin y Max Stirner entre otros). Las quejas anónimas sobre ella dieron lugar a que la policía la vigilara. En 1846 fue expulsada de Berlín como un "peligro público" por su inconformismo (publicaba poemas eróticos, vestía ropa de hombre como George Sand y fumaba en la calle) y su abierta negación de cualquier forma de religiosidad organizada. En su libro Mi emancipación, expulsión y justificación, publicado poco después, describió su caso y formuló demandas radicales por la igualdad de género y el derecho de las mujeres a desarrollarse libremente.
El historiador del arte Lothar Schultes sospecha, basándose en el parecido con un grabado en acero de Auguste Hüssener, que el cuadro “La emancipada” de Johann Baptist Reiter, que se encuentra en el Museo del castillo de Linz, muestra a Louise Aston. Probablemente fue creado en 1847 cuando Aston vivía en Suiza por un corto tiempo y quizás también en la Viena prerrevolucionaria.
En el año revolucionario de 1848, se unió al Freikorps de Ludwig von der Tann como enfermera voluntaria y participó en la campaña de Schleswig-Holstein. Durante la misma conoció a su segundo marido, el médico Daniel Eduard Meier (1812-1873), casándose en noviembre de 1850 en Braunschweig. Con él regresó a Berlín, donde publicó su novela Lydia y, durante la Revolución de Marzo, editó algunos números de la revista El Guerrillero (Der Freischärler) y fundó el Club de Mujeres Emancipadas. Su esposo fue arrestado por ser demócrata radical. Ella fue definitivamente expulsada de Berlín y se trasladó a Bremen, donde escribió su novela Revolución y Contrarrevolución. Su última publicación apareció en 1849, la colección de poemas El Guerrillero-Reminiscencias (Freischärler-Reminiscenzen). Los textos radicales le conllevaron una fuerte crítica desde las filas del movimiento femenino (entre otras por Louise Otto).  
El esposo de Louise Aston, Daniel Eduard Meier, fue despedido el 1 de mayo de 1855 de su puesto de médico jefe del "hospital nuevo" de Bremen, debido a la adhesión a su esposa, quien no era aceptada por la ciudad. La constantemente controlada pareja abandonó Alemania para trabajar como médico y enfermera del lado ruso en la Guerra de Crimea. Luego vivieron en el Imperio Ruso, Hungría y Austria hasta que regresaron a Alemania en 1871. Poco después, Louise Aston murió empobrecida, políticamente resignada y aislada por sus compañeros escritores a la edad de 57 años.
Fue enterrada en el antiguo cementerio de Wangen im Allgäu. Su placa sepulcral (en el muro norte del antiguo cementerio) está adornada con el siguiente epitafio: “Después de la lucha, paz”. En la misma tumba reposa su esposo, Daniel Eduard Meier, fallecido en 1873. Su lápida también tiene un epitafio: “La muerte compasiva concede sosiego y descanso. / Al acosado sin piedad Meier-Aston. Y abajo, en escritura hebrea: " A quien Dios le dio una mujer / le dio una joya. " 

## Ejemplo de su obra
Un ejemplo del estilo de poesía de Louise Aston:
Lema de vida (primera estrofa)
Piadosas almas, piadosos corazones,
Anhelantes del cielo, plenos de vida;
A vuestro alrededor hay un valle de dolor
¡Un lugar oscuro en el cerebro!
Ya puede aterradoras visiones
poner ante mí el destino;
¡Nunca debe destruirme el dolor,
Nunca verme contrita y arrepentida!
¡A la vida libre, al amor libre
He permanecido siempre fiel!

## Días conmemorativos
Para el 200 aniversario del nacimiento de Louise Aston el 26 de noviembre de 2014 el teatro de la ciudad de Friburgo representó en junio de 2014 la obra "Que el trono arda en llamas" de Jenny Warnecke.

## Sociedad literaria
El día 15 En junio de 2019, escritoras y escritores de Wiesbaden fundaron la Sociedad Louise Aston, que tiene su sede en Ochsenfurt. La preside Simone Barrientos.

## Obra (selección)
- Rosas silvestres. Doce poemas. Moeser & Kühn, Berlín 1846.
- Mi emancipación. expulsión y justificación. Vogler, Bruselas 1846.
- De la vida de una mujer. Novela autobiográfica. Hoffmann & Campe, Hamburgo 1847.
- Lydia. Novela. Baensch, Magdeburgo 1848.
- Revolución y contrarrevolución. Novela en 2 volúmenes. Grohe, Mannheim 1849.
- El guerrillero - Reminiscencias. 12 poemas. Weller, Leipzig 1850. ( books.google.de); u. una. Canción de una tejedora de Silesia.